# Kraftwerk Greifenstein

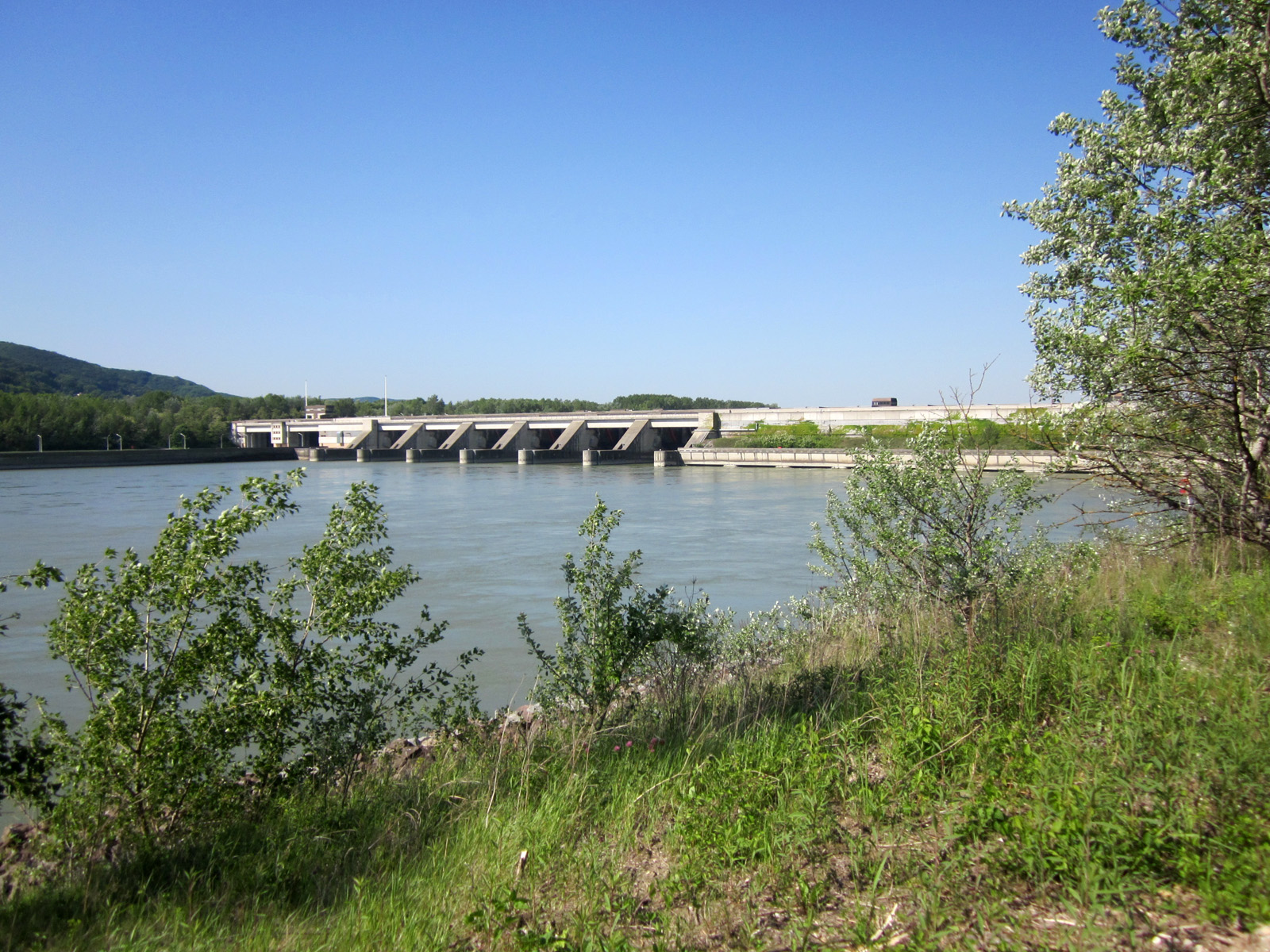
Blick vom linken Donauufer stromaufwärts

Das Kraftwerk Greifenstein ist ein Laufkraftwerk in der österreichischen Donau im Bundesland Niederösterreich, 20 km nordwestlich von Wien. Es liegt am südöstlichen Rande des Tullnerfeldes nördlich von Greifenstein auf den Gemeindegebieten von St. Andrä-Wördern, Spillern und Stockerau.

## Geschichte
1981 begann die Österreichische Donaukraftwerke AG mit dem Bau des nach dem Kraftwerk Altenwörth leistungsstärksten Wasserkraftwerkes aller österreichischen Donaukraftwerke. Die Stauanlage wurde nördlich des ursprünglichen Flussbettes in Trocken- und Niedrigbauweise errichtet. 1985 wurde das Elektrizitätswerk in Betrieb genommen, seit 1999 wird die Staustufe von der VERBUND Hydro Power AG betrieben.

## Technische Beschreibung

### Stauanlage
Die 455 m lange Staumauer staut die Donau bei Stromkilometer 1.949,18 auf einer Länge von rund 31 km bis zu einer Höhe von 16,6 m. Der Inhalt des Stauraumes beträgt ca. 87 Mio. m³, das Stauziel liegt auf einer Seehöhe von 177 m ü. A. Am rechten Ende der Staumauer (südliches Ufer) liegen die beiden Schleusen mit jeweils einer nutzbaren Länge von 230 m und einer nutzbaren Breite von 24 m. Die Staumauer kann zu Fuß oder mit dem Rad gequert werden.
Das Wehr besteht aus sechs Wehrfeldern mit einer Breite von jeweils 24 m und befindet sich nördlich der beiden Schleusen.

### Maschinenhaus
Das Maschinenhaus liegt im Anschluss an die Wehranlage beim linken Ende der Staumauer (nördliches Ufer). Neun Maschinensätze liefern elektrische Energie in das öffentliche Stromnetz. Jeder Maschinensatz besteht aus einer Kaplan-Rohrturbine mit einer direkt gekoppelten Synchronmaschine. Jedes der Laufräder hat einen Durchmesser von 6,5 m, eine waagrechte Welle und liegt auf einer Seehöhe von 154,25 m.
Die Nennleistung der Turbinen 1 bis 3 beträgt je 34.700 kW, der Turbinen 4 bis 6 je 34.500 kW und der Turbinen 7 bis 9 je 35.000 kW. Das Schluckvolumen je Turbine beträgt 350 m³/s, die Nenndrehzahl 93,75 min−1.
Die neun Synchrongeneratoren, ausgeführt als Schenkelpolmaschinen mit waagrecht liegender Welle, haben bei einer Nennspannung (Generatorspannung) von 8 kV eine Scheinleistung von je 38 MVA. Die Generatorspannung wird über drei, in das Maschinenhaus integrierte Maschinentransformatoren mit einer Nennleistung von je 114 MVA auf 220 kV hoch transformiert, wobei immer drei Generatoren auf einem Maschinentransformator zusammengefasst sind. Über eine am Nordufer untergebrachte Freiluftschaltanlage wird über ein zweifaches Dreiphasensystem, ausgeführt als Freileitung, die elektrische Energie zum Umspannwerk Bisamberg geführt.
Insgesamt verfügt das Kraftwerk über eine Engpassleistung von 293 MW. Bei einem Ausbaudurchfluss von 3.150 m³/s beträgt das Regelarbeitsvermögen jährlich 1.717,3 GWh.

## Ökologie

### Gießgang
Durch die Wiener Donauregulierung Ende des 19. Jahrhunderts hat sich die Donau immer tiefer in das Flussbett gegraben. Dadurch ist der Grundwasserspiegel linksseitig der Donau gesunken, wodurch die Stockerauer Au von Austrocknung bedroht war. Im Zuge des Kraftwerksbaus wurde ein Bewässerungssystem errichtet, der sogenannte Gießgang, das für natürliche Schwankungen des Wasserspiegels sorgt.

### Fischwanderhilfe
Nördlich der Donau verläuft eine Fischwanderhilfe in Form eines naturnahen Umgehungsbaches. Der Bach überwindet auf einer Länge von 4 km den Höhenunterschied von 14,5 Metern zwischen Unterwasser und Oberwasser.